# Henryk Szczepański
Henryk Szczepański (Wejherowo, 7 oktober 1933 – aldaar, 2 februari 2015) was een Pools profvoetballer.
Szczepański begon zijn carrière bij Polonia Bydgoszcz in 1954. De club speelde dat jaar in de hoogste Poolse afdeling. Vanaf 1957 kwam hij uit voor ŁKS Łódź. Hij sloot zijn carrière in 1967 af bij Odra Opole, dat destijds ook in de hoogste afdeling speelde. Hij speelde 45 keer voor zijn land en nam deel aan de Olympische Zomerspelen 1960.
Hij overleed in 2015 op 81-jarige leeftijd.
- Virtual International Authority File: 5753147967364784200001